# Dicarpellum paucisepalum
Dicarpellum paucisepalum är en benvedsväxtart som beskrevs av Hürl. och M. P. Simmons. Dicarpellum paucisepalum ingår i släktet Dicarpellum och familjen Celastraceae. Inga underarter finns listade.